# 赵廞
趙廞（?—301年），西晋巴西郡（今四川阆中）安漢人。

## 生平
祖先隨張魯入魏，後居家於趙。其人獲趙王司馬倫賞識，曾任長安令，天門、武陵太守。
趙廞与晋惠帝贾南风皇后有姻亲。元康六年（296年），晋惠帝以揚烈將軍趙廞為益州刺史，征调梁州、益州的军队和粮食援助雍州讨伐氐、羌人。
永康元年（300年），贾南风被司马伦所杀，诏令征召益州刺史趙廞为大长秋，以成都内史耿滕为益州刺史。趙廞因是贾后之姻亲，害怕被司马伦所害。赈济流民，来收买民心，图谋割据蜀地。收纳李特、李庠兄弟。这时，成都郡治所在少城，益州治所在太城。耿滕率众进州城太城，趙廞派兵在西门阻挡他，耿滕战死。赵廞又派兵杀死了西夷校尉陈总，自封为大都督、大将军、益州牧，任命李庠为威寇将军，封为阳泉亭侯。
因李庠骁勇又很得人心，被赵廞猜忌。赵廞的长史杜淑、张粲劝说杀李庠。而李庠劝说赵廞称帝，赵廞以大逆不道之罪，杀死了李庠与他的子侄十余人。李特、李流都在外带兵，带领兵马回归绵竹。杜淑、张粲因内讧被杀，赵廞衰败。永康二年（301年），李特秘密聚集了七千多兵卒，夜袭赵廞部将费远等人所率的军队，进攻成都。赵廞与妻子乘小船逃走，到广都时，被随从杀死。李特进入成都，纵兵大掠，遣使到洛阳，陈述赵廞的罪状。赵廞长子赵昺在洛阳，因而被处死。

## 年号
赵廞自立使用的年号太平（300年十二月-301年正月），共计2个月。《晋书·惠帝纪》：永康元年十二月“益州刺史赵廞与洛阳流人李庠....据成都反。”《资治通鉴》考异：“《晋春秋》云‘建号太平元年’。他书无之。”
纪年
| 太平 | 元年  | 二年  |
| ---- | ----- | ----- |
| 公元 | 300年 | 301年 |
| 干支 | 庚申  | 辛酉  |

- 中国年号列表#西晉
- 其他时期使用太平的年号
- 同一时期存在的其他政权的年号
  - 永康（300年-301年四月）：西晋晋惠帝司马衷年号